# Comparettia romansii
Comparettia romansii är en orkidéart som först beskrevs av Dodson och Leslie Andrew Garay, och fick sitt nu gällande namn av Mark W. Chase och Norris Hagan Williams. Comparettia romansii ingår i släktet Comparettia, och familjen orkidéer.
Artens utbredningsområde är Ecuador. Inga underarter finns listade i Catalogue of Life.